# David Plante
David Robert Plante (Providence, Rhode Island, 4 de marzo de 1940) es un novelista, diarista y autor de memorias estadounidense.

## Biografía
Sus padres llevaban por nombre Albina Bisson y Aniclet Plante y tenían ascendencia francocanadiense e india norteamericana. Se graduó en el Boston College y en la Universidad Católica de Lovaina. Enseñó escritura creativa en la Universidad de Columbia. Su diario se conserva en la Colección Berg de la Biblioteca Pública de Nueva York y su legado se guarda en la biblioteca de la Universidad de Tulsa, Oklahoma. Plante vive entre Londres (Reino Unido), Lucca (Italia) y Atenas (Grecia) y posee doble ciudadanía estadounidense y británica.

## Trayectoria
Las novelas de David Plante suelen centrarse en ambientes católicos de clase trabajadora y de origen francocanadiense. Sus personajes masculinos van desde los abiertamente homosexuales hasta algunos ciertamente ambiguos y cuestionadores de toda distinción. 
Fue nominado al Premio Nacional del Libro por su novela Mujeres difíciles (1983). El protagonista de su libro The Pure Lover (2009) es un trasunto de su pareja Nikos Stangos, con el que convivió 40 años.

## Distinciones
Plante es miembro de la Royal Society of Literature y embajador del Comité LGBT de la Biblioteca Pública de Nueva York .
Ha sido escritor residente en Instituto de Literatura Maksim Gorki (Moscú), la Universidad de Quebec en Montreal, la Universidad Adelphi, el King's College, la Universidad de Cambridge, la Universidad de Tulsa y la Universidad de Anglia del Este.

## Obras
- The Ghost of Henry James (1970)
- Slides (novel) (1971)
- Relatives (novel) (1972)
- The Darkness of the Body (1974)
- Figures in Bright Air (1976)
- The Family (1978)
- The Country (1980)
- The Woods (1982)
- Difficult Women (1983)
- The Foreigner (1984)
- The Catholic (1986)
- My Mother's Pearl Necklace (1987)
- The Native (1987)
- The Accident (1991)
- Annunciation (1994)
- Prayer (1998)
- The Age of Terror (1999)
- American Ghosts (2005)
- ABC (2007)
- The Pure Lover (2009)
- Becoming a Londoner : a diary (2013)
- Worlds Apart: a memoir (2015)